# 天明の洪水
天明の洪水（てんめいのこうずい）とは、1786年（天明6年）に利根川水系で発生した大水害のこと。『徳川実紀』の中で、「これまでは寛保二年をもて大水と称せしが、こたびはなほそれに十倍」と言及する規模となった。

## 概要
利根川水系では、1783年に浅間山が大噴火を起こし、吾妻川を火砕流が流下した。大量の土砂がさらに下流の利根川本川に流れ出し、河床の上昇を招いた。これが3年後の水害の遠因となった。
1786年7月、関東地方は集中豪雨に見舞われた。利根川は羽根野（現茨城県利根町）地先で氾濫を起こし、江戸市中へ大量の濁流が流下した。「栗橋より南方海の如し」と伝えられるほどの惨状となった。本所周辺では最大で4.5m程度の水深となり、初日だけでも3641人が船などで救出されている。

## 江戸を襲った主な洪水
- 寛保二年江戸洪水
- 弘化の洪水